# Sopot (Plovdiv)
Sopot (en búlgaro: Сопот) es una ciudad de Bulgaria en la provincia de Plovdiv.

## Geografía
Se encuentra a una altitud de 514 m s. n. m. a 134 km de la capital nacional, Sofía.

## Demografía
Según estimación 2012 contaba con una población de 9 081 habitantes.
|         | 2004  | 2005  | 2006  | 2007  | 2008  | 2009  | 2010  | 2011  |
| Mujeres | 4 920 | 4 893 | 4 852 | 4 848 | 4 797 | 4 790 | 4 673 | 4 469 |
| Varones | 4 687 | 4 662 | 4 624 | 4 586 | 4 533 | 4 509 | 4 403 | 4 231 |
| Total   | 9 607 | 9 555 | 9 476 | 9 434 | 9 330 | 9 299 | 9 076 | 8700  |